# Arquebisbat de Campobasso-Boiano

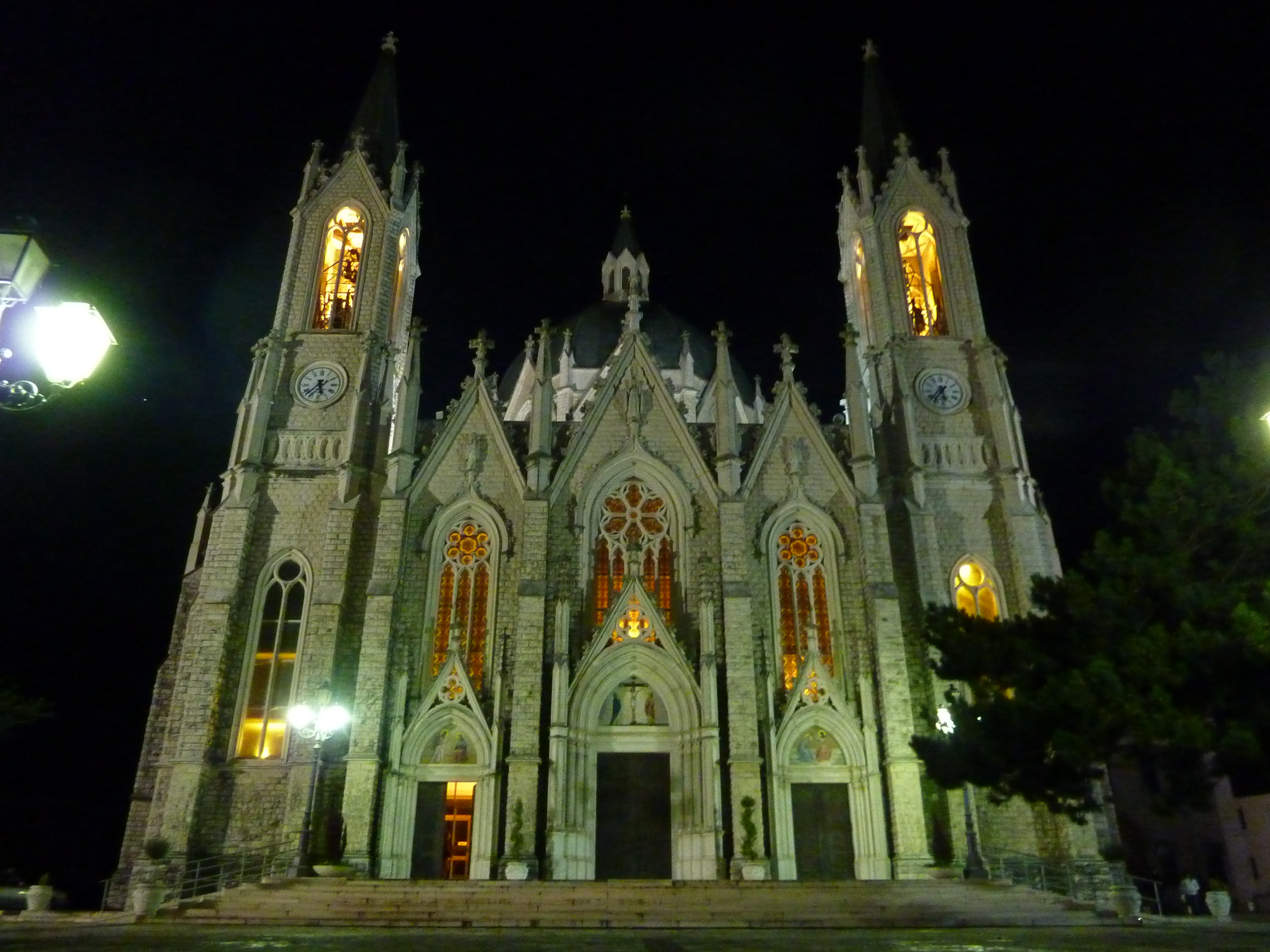
El Santuari de la Madonna Addolorata, patrona del Molise, a Castelpetroso

L'arquebisbat de Campobasso-Boiano (italià: Arcidiocesi di Campobasso-Boiano; llatí: Archidioecesis Campobassensis-Boianensis) és una seu metropolitana de l'Església catòlica que pertany a la regió eclesiàstica Abruços-Molise. El 2006 sumava amb 123.000 batejats al voltant de 125.000 habitants. Actualment està dirigida per l'arquebisbe Giancarlo Maria Bregantini, C.S.S..
El patró de la diòcesi és sant Bartomeu apòstol, titular de la cocatedral de Bojano, que se celebra el 24 d'agost.

## Territori
L'arxidiòcesi comprèn 44 municipis molisencs, 38 a la província de Campobasso (Campobasso, Boiano, Jelsi, Gambatesa, Sepino, Vinchiaturo, Sant'Elia a Pianisi, Petrella Tifernina, Pietracatella, San Giovanni in Galdo, Ferrazzano, Riccia, Busso, Campochiaro, Mirabello Sannitico, Monacilioni, Montagano, Oratino, Ripalimosani, Sant'Angelo Limosano, Spinete, Colle d'Anchise, Cercemaggiore, Campodipietra, Baranello, Campolieto, Guardiaregia, San Giuliano del Sannio, Macchia Valfortore, Castellino del Biferno, San Polo Matese, Gildone, Matrice, Limosano, Tufara, Cercepiccola, San Massimo i Toro), i sis a la d'Isernia (Cantalupo nel Sannio, Santa Maria del Molise, Castelpetroso, Macchiagodena, Sant'Elena Sannita i Roccamandolfi)
La seu arquebisbal es troba a la ciutat de Campobasso, on hi ha la catedral de la Santíssima Trinitat. A Bojano, que durant un temps va ser seu episcopal, es troba la cocatedral de Sant Bartomeu. A Castelpetroso es troba el santuari més important del Molise, el santuari de l'Addolorata.
El territori està dividit en 70 parròquies.

## Història
Segons la Italia sacra de Ferdinando Ughelli, el primer bisbe de Bojano va ser Lorenzo, qui va intervenir al sínode romà proclamat pel Papa Símmac al 501 i en dues ocasions més durant el pontificat del mateix pap. Segons Cappelletti, aquest prelat en realitat va ser bisbe de Bobbio; en lloc de Lanzoni, donada la dificultat en la lectura dels manuscrits que mostren variants de la seu episcopal (Bovianensis, Bobianensis, Bononiensis en les formes principals), de marea que es tracta de Bobbio i Bolonya i identifica Lorenzo com a bisbe de Bojano.
No obstant això, no se sap res de la diòcesi de Bojano fins al segle xi, quan el seu bisbe és citat el 1061 per Uldarico, arquebisbe de Benevent,tot i que no indica el nom. A partir d'aquest segle la sèrie episcopal és més contínua.
Al mes de maig de 1215 el bisbe Poliziano consagrà la catedral diocesana, restaurada al segle XV per Silvio Pandoni.
El 29 de juny de 1927, en virtut de la butlla Ad rectum del Papa Pius XI, la càtedra, la residència episcopal, el capítol catedralici i el seminari diocesà es van traslladar a Campobasso, i la diòcesi assumí el nom de diòcesi de Boiano-Campobasso.
L'11 de febrer de 1973 la diòcesi, abans sufragània de Benevent, va ser elevada al rang d'arxidiòcesi mitjançant la butlla Pontificalis Nostri del Papa Pau VI, immediatament subjecta a la Santa Seu.
El 21 d'agost de 1976 va ser elevada al rang d'arxidiòcesi metropolitana en virtut de la butlla Ad apicem sacerdotalis del Papa Pau VI, per la qual se li va assignar l'actual sufragània.
El 27 de febrer de 1982, mitjançant decret de la Congregació per als Bisbes, es modificà el seu nom per l'actual, conservant el nom de l'antiga seu episcopal.
A l'any següent, per decret de la mateixa Congregació, 17 municipis molisencs pertanyents a l'arxidiòcesi de Benevent van passar a formar part de la seu de Campobasso-Boiano

## Cronologia episcopal

### Bisbes de Bojano
- Lorenzo † (inicis de 495 ? - finals de 502)
- Anonimo † (citat el 1061)
- Adalberto (Alberto, Oberto) † (inicis de 1071 - finals de 1091)
- Oberto † (citat el 1095)
- Bernardo † (citat el 1105)
- Adamo † (citat el 1119)
- Roberto † (1149 - ?)
- Andrea I † (inicis de 1179 - finals de 1181)
- Pietro † (citat el 1189)
- Matteo † (citat el 1195)
- Rinaldo † (inicis de 1206 - finals de 1210)
- Poliziano † (citat el 1215)
- Giovanni I † (21 de desembre de 1225 - finals de 1239)
- Giuseppe † (citat el 1244)
- Palmerio † (23 de juliol de 1252 - 1277 mort)
- Giovanni II † (9 de gener de 1277 - 1291 mort)
- Guglielmo I † (1291 - finals de 1311)
- Angelo † (citat el 1314)
- Pietro di Caserta, O.P. † (1319 - ?)
- Andrea II † (citat el 1322)
- Bernerio Dohonella † (citat el 1337)
- G. † (citat el 1340)
- Angelo Lupara † (1345 - 1364 mort)
- Berardo da Castiglione † (13 de setembre de 1364 - ? mort)
  - Niccolò Notarii Angeli de Melfia † (22 de març de 1385 - ?) (antibisbe)
- Guglielmo II † (1390 - ?)
- Carlo † (1396 - 1412 mort)
- Giovanni III † (1412 - 1412 mort)
  - Nicolò Offeri † (13 de març de 1413 - 1423 dimití) (administrador apostòlic)
- Nicolò Sanframondi † (1 de febrer de 1423 - 1428 mort)
- Pietro Urio, O.P. † (23 de febrer de 1428 - 18 de desembre de 1430 nomenat bisbe de Monopoli)
- Raimondo degli Ugotti, O.S.B.I. † (18 de desembre de 1430 - 3 de juliol de 1439 nomenat arquebisbe de Conza)
- Andrea di Veroli † (25 de setembre de 1439 - 11 de setembre de 1452 nomenat bisbe d'Urbino)
- Jacopo Di Monte † (11 de setembre de 1452 - 1458 mort)
- Antonio da Teramo † (10 de novembre de 1458 - ?)
- Odo degli Odoni † (31 de gener de 1464 - 1489 mort)
- Silvio Pandoni † (29 de juliol de 1489 - 21 de maig de 1515 nomenat bisbe d'Aversa)
  - Silvio Pandoni † (29 de juliol de 1489 - 8 de febrer de 1519 mort) (administrador apostòlic)
  - Franciotto Orsini † (1519 - 1523 dimití) (administrador apostòlic)
- Valentino Franco † (24 de juliol de 1523 - 7 de juny de 1549 dimití)
- Pirro Franco † (7 de juny de 1549 - 1572 mort)
- Carlo Carafa † (4 de juliol de 1572 - 29 de setembre de 1608 mort)
- Fabrizio Degli Afflitti † (10 de novembre de 1608 - 1613 mort)
- Pietro Paolo Eustachi † (15 de juliol de 1613 - 1622 mort)
- Ottaviano Garzadori † (19 de desembre de 1622 - 11 de març de 1624 nomenat arquebisbe de Zara)
- Fulgenzio Gallucci, O.S.A. † (11 de març de 1624 - 9 de novembre de 1632 mort)
- Pietro de Filippi † (26 de setembre de 1633 - 8 de setembre de 1640 mort)
- Filippo Benedetto de Sio, O.F.M. † (21 d'octubre de 1641 - 16 d'agost de 1651 mort)
- Petronio Veroni, O.S.A. † (8 de gener de 1652 - 11 de maig de 1653 mort)
- Celestino Bruno, O.S.A. † (18 d'agost de 1653 - 22 de desembre de 1663 mort)
- Giuseppe Protospatario † (31 de març de 1664 - de setembre de 1665 mort)
- Antonio Graziani † (15 de febrer de 1666 - de maig de 1684 mort)
- Giovanni Riccanale † (2 d'octubre de 1684 - de març de 1685 mort)
- Francesco Antonio Giannone † (10 de setembre de 1685 - de febrer de 1708 mort)
- Angelo Rendina † (14 de maig de 1708 - 15 de novembre de 1716 mort)
- Nunzio Baccari † (14 de març de 1718 - 11 de gener de 1738 mort)
- Domenico Antonio Manfredi † (3 de març de 1738 - 10 de març de 1746 mort)
- Bernardo Cangiani † (2 de maig de 1746 - 26 de gener de 1770 dimití)
- Domenico Micillo † (12 de març de 1770 - de maig de 1774 mort)
- Niccolò Rossetti † (27 de juny de 1774 - 25 de gener de 1819 mort)
- Gennaro Pasca † (4 de juny de 1819 - 23 de juny de 1828 nomenat bisbe de Nola)
- Taddeo Garzilli † (23 de juny de 1828 - 20 de gener de 1834 nomenat bisbe d'Acerra)
- Giuseppe Riccardi † (11 de juliol de 1836 - 19 de desembre de 1854 mort)
- Lorenzo Moffa, O.F.M. † (23 de març de 1855 - 1863 mort)
  - Sede vacante (1863-1871)
- Anastasio Laterza, O.C.D. † (22 de desembre de 1871 - 19 de març de 1879 mort)
- Francesco Maccarone † (19 de març de 1879 - 27 de febrer de 1897 mort)
- Felice Gianfelice † (19 d'abril de 1897 - 9 de juny de 1916 mort)
- Alberto Romita † (22 de març de 1917 - 29 de juny de 1927)

### Bisbes i arquebisbes de Boiano-Campobasso
- Alberto Romita † (29 de juny de 1927 - 14 d'octubre de 1939 mort)
- Secondo Bologna † (8 de gener de 1940 - 11 d'octubre de 1943 mort)
  - Sede vacante (1943-1948)
- Alberto Carinci † (28 d'abril de 1948 - 31 de gener de 1977 jubilat)
- Enzio d'Antonio (31 de gener de 1977 - 24 de juny de 1979 dimití)
- Pietro Santoro † (15 d'octubre de 1979 - 27 de febrer de 1982)

### Arquebisbes de Campobasso-Boiano
- Pietro Santoro † (27 de febrer de 1982 - 28 d'octubre de 1989 jubilat)
- Ettore Di Filippo † (28 d'octubre de 1989 - 21 de novembre de 1998 jubilat)
- Armando Dini (21 de novembre de 1998 - 8 de novembre de 2007 jubilat)
- Giancarlo Maria Bregantini, C.S.S., des del 8 de novembre de 2007

## Bisbes originaris de la diòcesi
- Vittorio Fusco, (Campobasso, 24 d'abril de 1939 - Nardò, 11 de juliol de 1999) bisbe de Nardò-Gallipoli;
- Angelo Spina, (Colle d'Anchise, 13 de novembre de 1954), bisbe de Sulmona-Valva.

## Estadístiques
A finals del 2006, l'arxidiòcesi tenia 123.000 batejats sobre una població de 125.000 persones, equivalent al 98,4% del total.
| any  | població | població | població | sacerdots | sacerdots       | sacerdots       | sacerdots             | diaques | religiosos | religiosos | parroquies |
| ---- | -------- | -------- | -------- | --------- | --------------- | --------------- | --------------------- | ------- | ---------- | ---------- | ---------- |
| any  | batejats | total    | %        | total     | clergat secular | clergat regular | batejats por sacerdot | diaques | homes      | dones      |            |
| 1950 | 100.000  | 100.000  | 100,0    | 93        | 68              | 25              | 1.075                 |         | 25         | 65         | 46         |
| 1959 | 85.000   | 90.000   | 94,4     | 78        | 58              | 20              | 1.089                 |         | 19         | 270        | 51         |
| 1970 | 95.050   | 95.500   | 99,5     | 108       | 65              | 43              | 880                   |         | 53         | 156        | 49         |
| 1980 | 86.556   | 91.327   | 94,8     | 90        | 55              | 35              | 961                   |         | 55         | 116        | 51         |
| 1990 | 127.500  | 130.500  | 97,7     | 109       | 69              | 40              | 1.169                 |         | 48         | 130        | 70         |
| 1999 | 124.000  | 126.000  | 98,4     | 105       | 65              | 40              | 1.180                 | 4       | 80         | 95         | 70         |
| 2000 | 124.000  | 126.200  | 98,3     | 106       | 66              | 40              | 1.169                 | 4       | 83         | 98         | 70         |
| 2001 | 123.000  | 125.900  | 97,7     | 101       | 60              | 41              | 1.217                 | 5       | 81         | 91         | 70         |
| 2002 | 124.000  | 126.000  | 98,4     | 99        | 59              | 40              | 1.252                 | 6       | 73         | 103        | 70         |
| 2003 | 124.000  | 126.000  | 98,4     | 102       | 62              | 40              | 1.215                 | 6       | 75         | 105        | 70         |
| 2004 | 124.000  | 126.000  | 98,4     | 97        | 57              | 40              | 1.278                 | 6       | 77         | 103        | 68         |
| 2006 | 123.000  | 125.000  | 98,4     | 95        | 59              | 36              | 1.294                 | 7       | 57         | 100        | 70         |